# Екарте
Екарте (фр. écarté) — картярська гра, винайдена слугами вищих будинків Франції, у перекладі з французької слово écarté перекладається як «скинутий», «викинутий». Як гра без необхідності довгих роздумів, екарте дозволяла прислузі швидко відірватися від неї і знову продовжити, не порушуючи службових обов'язків. З часом гра перейшла до вищих кіл, але наприкінці XIX ст. втратила популярність. Є ще одна гра з такою ж назвою, але азартна, подібні до неї ігри — бакара і макао.

## Правила
Гравців двоє. Колода — 32 карти. Старшинство карт незвичайне — К (1 очко), Д, В, Т, 10, 9, 8, 7. Крім короля, інші карти ціни не мають.
Кожному гравцеві здається по 5 карт. На першому колі прийнято здавати спочатку по дві карти, а потім по три всім, або ж спочатку по три, а потім по дві. Після роздачі верхня карта колоди відкривається — саме вона стає козирем. Перший прикуп може бути оголошений гравцем, що знаходяться зліва від дилера — його рука вважається провідною в екарте. Замінити можна від однієї до кількох карт. Дилер або здає має право відкидати пропозиції гравців про заміну, яким дозволяється здійснювати обмін в будь-який момент гри, крім випадків, коли в колоді залишається дві карти.
У тому випадку, якщо гравцеві не потрібно прикуп, або дилер не згоден на здійснення заміни, вони стають «вразливими». В цьому випадку при вдалому ході опонента можна втратити очки або заробити штрафні. За невиконання правил кожен з учасників штрафується на заздалегідь обумовлене число очок. Карти, що їх замінюють, стають «мертвими» і більш не беруть участі в грі до її відновлення.
До того, як здійснити свій хід, обидва опоненти оголошують про наявність у них короля (королів). За кожного короля дається по одному очку. Перший хід надається гравцеві, що веде. Викладену карту прийнято покривати картою тієї ж масті, при її відсутності — козирем. Той, хто взяв три або чотири взятки, записує 1 очко, всі 5 — 2 очки. Далі з колоди, що лишається, карти здаються знову, і гра триває. Зіграні карти відкладаються. Виграє той, хто перший набирає 5 очок за одну або дві партії. В екарте на гравців можуть робитися ставки, причому той, хто ставить на одного з опонентів за столом, має право на надання консультацій своєму гравцеві.

## У культурі
- згадується в оповіданні «Як бригадиру дістався король» («Бригадир Жерар»),
- у 10-му розділі повісті Конан Дойла «Собака Баскервілів»
- в 43-й главі книги Сюзанни Кларк «Джонатан Стрейндж та містер Норрелл»,
- в 51-й главі роману Вільяма Теккерея «Ярмарок марнославства»
- в 3-ій главі роману Гі де Мопассана «Милий друг»,
- в оповіданні «Вільям Вільсон» Едгара Аллана По,
- в романі Гюстава Флобера «Пані Боварі» в частині 2 розділу 4.